# Sega SG-1000
Sega Game 1000 var Segas första spelkonsol, lanserad i Japan i juli 1983.

## Uppbyggnad
SG-1000 byggde på Segas hemdator Sega SC-3000, men saknade i egenskap av utpräglad spelmaskin tangentbord och flertalet in- och utgångar. Ett externt tangentbord (SK-1100) kunde köpas till.

## Specifikationer
Liksom SC-3000 uppvisar SG-1000 stora likheter med MSX. Mest av allt påminner den dock om Colecovision.
- CPU: Z80A (3,58 MHz)
- RAM: 8 Kbyte)
- Grafikkrets: Texas Instruments TMS9918
  - Grafikminne: 128 Kbit (16 Kbyte)
  - Färger: 16, ur en palett på 16 färger
  - Spritar : 4 stycken, à 8 x 8 pixlar
- Ljudkrets: Texas Instruments SN76489 (PSG)
  - 3 kanaler fyrkantsvåg, 1 kanal vitt brus
- Kontroller:
  - SG-1000: En fast ansluten joystick, en extra joystickport
  - SG-1000 II: Två lösa handkontroller
- Lagringsmedium:
  - Programkassett
  - Sega Card, via adapter
- Expansionsport
  - För användning med externt tangentbord

## Marknadsposition

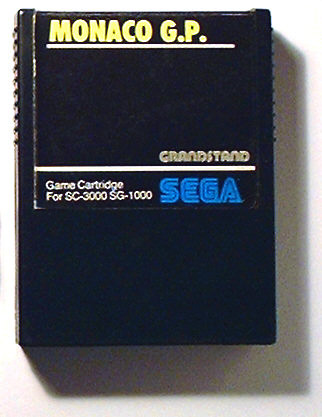
Ett av Segas många egenutvecklade spel

SG-1000 lanserades av Sega i Japan. I Nya Zeeland, Australien, Italien, Spanien och Sydafrika såldes den av lokala importörer. I Asien förekom även piratkopior, vilket lätt lät sig göras eftersom alla komponenter gick att köpa på den öppna marknaden. Vissa kloner hade två kassettuttag: ett för SG-1000-spel och ett för Colecovision-spel.
Samma år som SG-1000 kom ut i Japan lanserade Nintendo sitt Famicom (motsvaras av NES i Europa). Till skillnad från SG-1000, som byggde på kretslösningar från det sena 70-talet, var Famicom en ny konstruktion med specialutvecklade kretsar. Till skillnad från Famicom kunde inte SG-1000 scrolla skärmen och hade bara 4 spritar mot Nintendos 8. Detta var en nackdel för mer actionbetonade spel. Famicom hade dessutom en rikare färgpalett.
Nintendo knöt tidigt till sig några av Japans största fristående spelföretag, som kompletterade Nintendos egenutvecklade spel med konverteringar av populära arkadspel såväl som nya koncept. Sega förlitade sig främst på sitt stora spelbibliotek från arkadhallarna, men till en början konverterade även andra företag såsom Namco och Tehkan sina spel till SG-1000. Nintendos stränga licensbestämmelser, i kombination med överlägsen hårdvara, ledde dock till vikande stöd från tredjepartsutvecklare. I fortsättningen fick Sega, i samarbete med dess andrapartsutvecklare, ta huvudansvaret för all spelutveckling till SG-1000. En stor del av utvecklingsarbetet lades ut på företaget Compile.
Konsolen designades om 1984 med ett modernare formspråk, och joystickarna ersattes med handkontroller. Nedgången kunde dock inte hejdas, och året därpå ersattes SG-1000 med Mark III, den japanska motsvarigheten till Master System. Spel till SG-1000 fortsatte dock att utges ända till 1986.

## Specialmodeller
- SG-1000: Originalmodellen, försedd med joystickar.
- SG-1000 II: Reviderad modell med samma formspråk som Mark III, försedd med handkontroller.
- Othello Multivision: Licenstillverkad variant från Tsukuda Original. Konsolen har ett othello-spel inbyggt och specialkontroller integrerade i konsolen.
- TV Video Gamepack SD-G5: Licenstillverkad variant i form av modul som byggs in i Pioneers moduluppbyggda tv-apparat SEED.
- Game gakushūtsukue: Arkadkabinett från Sega byggt kring ett SG-1000-moderkort.
- Diverse kloner: Piratkopior från asiatiska tillverkare, vissa även kompatibla med Colecovision.

## Arvet från SG-1000
SG-1000 var Segas första konsol, och Sega såg därför alla kommande konsoler som varianter på systemet:
- SG-1000 mark I: Originalet
- SG-1000 mark II: Uppdaterad modell
- SG-1000 mark III: Mark III
- SG-1000 mark IV: Master System
- SG-1000 mark IV Jr.: Master System 2
- SG-1000 mark V: Megadrive

### Fotnoter
1. ↑  Chris Kohler (9 oktober 2010). ”Playing the SG-1000” (på engelska). wired. https://www.wired.com/2009/10/sega-sg-1000/. Läst 22 maj 2017.